# Flurstück

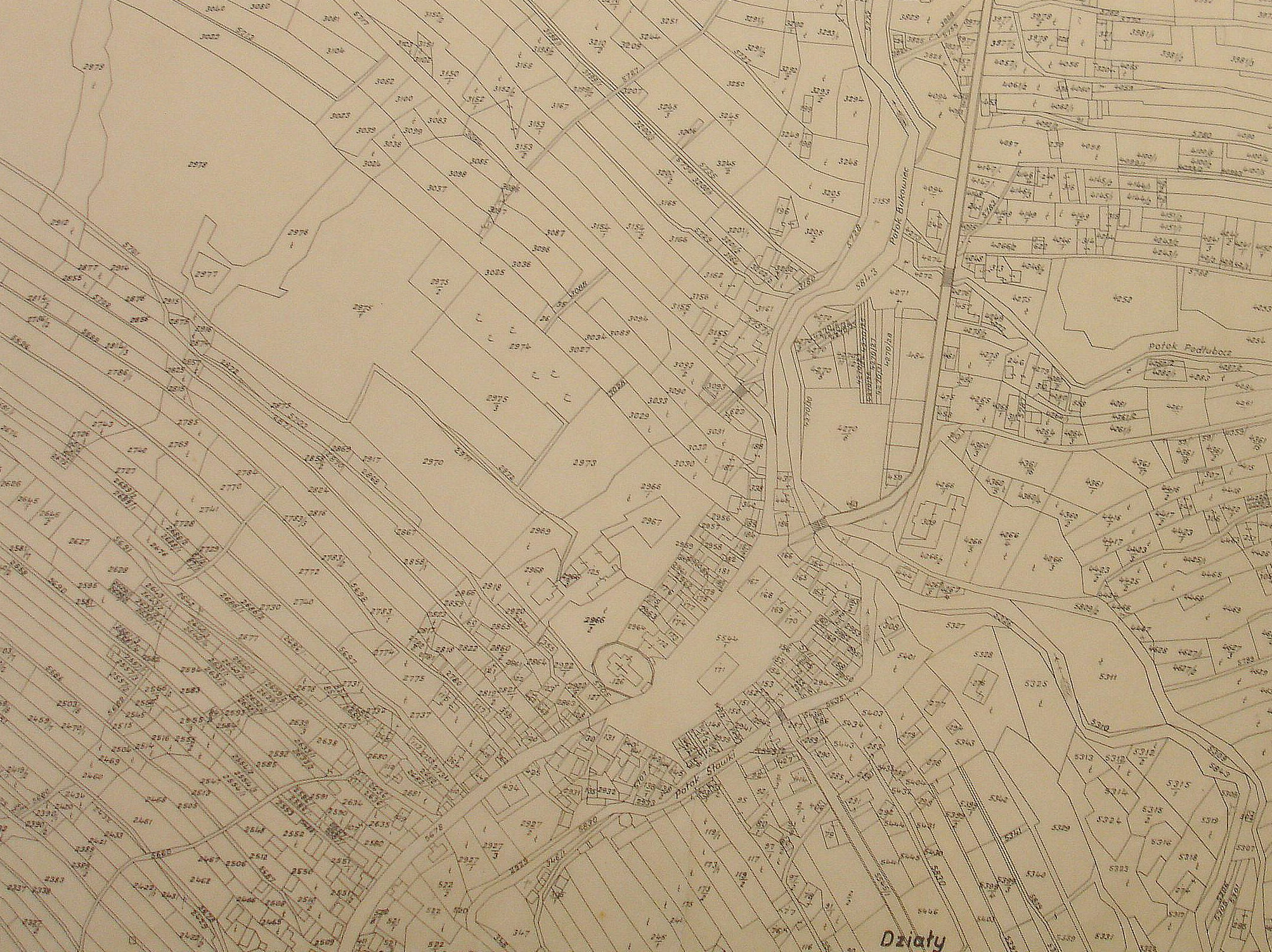
Katasterplan von Bukowsko, Galizien (1906): Plan der Siedlung mit der Parzellierung (Flurstücke)

Ein Flurstück (Deutschland) oder ein Grundstück bzw. Parzelle (Österreich, Schweiz) ist ein amtlich vermessener und in der Regel örtlich abgemarkter Teil der Erdoberfläche. Es ist in Flur- oder Liegenschaftskarten sowie in Katasterbüchern und ‑plänen nachgewiesen. Das Liegenschaftskataster weist jedes Flurstück mit einer eigenen Flurstücksnummer (in Österreich Grundstücksnummer) aus. Im Burgenland werden solche Flächen auch als Hotter bezeichnet.
Ursprünglich bedeutete Flurstück nur das „mit einem Flurnamen benannte Stück Land“. Heute ist es der in Deutschland gebräuchliche Ausdruck für jedes vermessene geometrische Stück Land, dem als sachenrechtliches Objekt in der Regel ein Grundstück entspricht (es können aber auch mehrere Flurstücke zu einem Grundstück gehören).
In Österreich und der Schweiz ist die amtliche Bezeichnung Parzelle (von lateinisch particula ‚Teilchen‘). In Deutschland wird dieses Wort (oder auch Katasterparzelle) nur noch selten und im amtlichen Sprachgebrauch überhaupt nicht benutzt.

## Deutschland
In Deutschland ist Flurstück die amtliche Bezeichnung für die kleinste Buchungseinheit des Liegenschaftskatasters. Der Begriff wird in den Vermessungsgesetzen der Länder definiert, z. B. § 3 Abs. 2 Satz 2 des Landesgesetzes über das amtliche Vermessungswesen (LGVerm) von Rheinland-Pfalz:
„Flurstücke sind eindeutig begrenzte Teile der Erdoberfläche, die durch das amtliche Vermessungswesen geometrisch festgelegt und bezeichnet sind.“
Ein Flurstück kann im Kataster in Abschnitte verschiedener Nutzungsarten unterteilt sein, die jedoch keine eigene Buchungseinheit mehr darstellen.
Über die Flurstücksangabe im Bestandsverzeichnis des Grundbuchs bzw. die Bestandsverzeichnisnummer im Liegenschaftskataster werden die Angaben des Grundbuchs und die des Katasters aufeinander bezogen. Ein Grundstück besteht aus einem oder mehreren Flurstücken, wobei Grundstücksgrenzen (Eigentumsgrenzen) immer auch Flurstücksgrenzen sind.
Ein Flurstück wird innerhalb des jeweiligen Nummerierungsbezirks, also der Flur oder der Gemarkung, durch eine Flurstücksnummer, die aus einer Zahl, einer Kombination von Zahl und Buchstabe (z. B. 234 a) oder einer Kombination zweier Zahlen besteht (z. B. 234/34 – gesprochen: 234 Strich 34 oder, falls die zweite Zahl ein früheres Flurstück bezeichnet, aus dem das jetzige entstanden ist, 234 aus 34), identifiziert.
In der Landwirtschaft und Forstwirtschaft erfolgt eine Bewirtschaftung oftmals in Schlägen oder Feldblöcken, die aus mehreren Flurstücken bestehen können und oft durch natürliche Grenzen befriedet sind. Als Schlag wird auch eine zusammenhängende Fläche eines Bewirtschafters bezeichnet, die mit einer Kultur bebaut wird.

## Österreich
In Österreich wird der Begriff Grundstück oder Parzelle gebraucht.
Ein Grundstück (Parzelle) ist Teil einer Katastralgemeinde. Es führt im Grundbuch eine eigenständige Grundstücksnummer. Eine Parzelle hat in der Regel eine Nutzungsart wie Baugrund, Wald, Wiese usw. Es ist jedoch auch möglich, dass auf einem Grundstück mehrere Nutzungsarten für dessen Teilflächen ausgewiesen sind (z. B. Baugrund und Wald auf einem Grundstück). Ein Grundstück (Parzelle) ist die kleinste selbständige Grundbuchseinheit. Mehrere Grundstücke können zu einem Grundbuchskörper zusammengefasst sein, der auch Grundstücke mehrerer Nutzungsarten umfassen kann. Ein Grundstück hat eine Katasternummer in arabischen Ziffern, denen nach Grundstücksteilungen hinter einem Schrägstrich weitere Ziffern folgen können: So ist das Grundstück 123/14 im Regelfall ein Grundstück, welches aus einer Aufteilung des Grundstückes 123 entstanden ist. Grundstücke, auf denen Bauten errichtet wurden und die seit der Erstellung des Franziszeischen Katasters nicht verändert wurden, können mit einem Punkt vor der Grundstücksnummer versehen sein, so beispielsweise „.123“. Flächenangaben über Grundstücke im Grundbuch sind nicht immer verlässlich, weil sie auf Angaben aus Zeiten bis zurück in die erste Hälfte des 19. Jahrhunderts beruhen können (Übernahme alter Katasterdaten).
Das Wort parzellieren bezieht sich auf die österreichische Rechtslage: Damit wird die Aufteilung eines größeren Grundstücks in einzelne Parzellen bezeichnet. Damit wird es möglich, die einzelnen Parzellen an verschiedene Eigentümer zu übertragen.
Grundbuchskörper (Grundbuchseinlage) ist die rechtliche Grundeinheit des Grundbuchs. Die Grundbuchseinlage einer Liegenschaft wird mit einer Einlagezahl (EZ) bezeichnet und umfasst ein oder mehrere Grundstücke. Der Grundbuchskörper umfasst neben den amtlichen Angaben zu den Grundstücken auch die damit verbundenen „dinglichen“ (allgemein wirksamen) Rechte und Belastungen wie Eigentum, Dienstbarkeiten (Servitute), Reallasten, pfandrechtliche Ansprüche, dingliche Veräußerungs- und Belastungsverbote (Wiederkaufsrechte, Vorkaufsrechte, Bestandrechte etc., baurechtliche Einträge nach dem BauRG 1912) sowie eine taxative Aufzählung der Liegenschaftsbestandteile (Grundstücksverzeichnis). Ein Grundbuchskörper kann nur eine einheitliche Eigentümerstruktur (Alleineigentum, Miteigentumsgemeinschaft etc.) haben. Soll ein Teil eines Grundbuchskörpers einen abweichenden Eigentümer erhalten, muss dieser Teil von diesem Grundbuchskörper getrennt (abgeschrieben) und ein neuer Grundbuchskörper angelegt werden, wenn dieser Teil nicht einem anderen Grundbuchskörper mit gleicher Eigentümerstruktur angeschlossen (zugeschrieben) werden kann.
In Vorarlberg wird der Begriff Parzelle auch anstatt der Rotte verwendet. Das in Deutschland verwendete Wort Flurstück ist in Österreich nicht in Gebrauch.

## Polen
Im Regelfall entspricht das Flurstück einem Grundstück. Bis 1989 spielte das Eigentumsrecht eine untergeordnete Rolle, sodass keine eindeutige Besitzzuordnung erfolgte. Ein Grundstück wird im Grundbuch eingetragen und kann aus einem oder mehreren Flurstücken bestehen.